# Dezideriu Jacobi
Dezideriu Jacobi (23 marzo 1900 – 5 ottobre 1924) è stato un calciatore rumeno, di ruolo centrocampista.

## Carriera

### Club
Ha sempre giocato nel campionato rumeno.

### Nazionale
Ha rappresentato la Nazionale rumena in occasione delle Olimpiadi del 1924.